# Three Mine Policy
Die australische Three Mine Policy (deutsch: Drei-Uranbergwerke-Politik) wurde von der Australian Labor Party (ALP) von 1984 bis zum März 1996 verfolgt, um den Uranabbau in Australien auf drei Bergwerke zu beschränken. Danach gab es unterschiedliche politische Standpunkte der zentralen ALP-Regierungen Australiens und in den australischen Bundesländern. Zeitweise wurden nach Abkehr der Tree Mine Policy vier Bergwerke betrieben. 2013 wurden wegen fallender Rohstoffpreise die Honeymoon-Uran-Mine und das Hauptbergwerk von Beverley mit North Beverley geschlossen. Beverley betreibt weiterhin die Four-Mile-Uran-Mine. Somit stehen drei Uran-Bergwerke im Abbau.
Australien war im Jahr 2010 weltweit der drittgrößte Exporteur von Uran. Auf dem australischen Kontinent befinden sich 31 % der bekannten Uranvorkommen der Erde.

## Geschichte

### Vorgeschichte
1977 favorisierte die ALP auf ihrer Nationalkonferenz ein infinitives Moratorium zum Uranabbau- und -export. Daraufhin entschloss sich die Antiatomkraftbewegung in Australien die ALP bei der kommenden Nationalwahl zu unterstützen. Eine weitere ALP-Konferenz entschied sich für eine One Mine Policy (deutsch: Ein-Uranbergwerkpolitik). Zu dieser Zeit gab es die Uranbergwerke Ranger-Uran-Mine und Nabarlek im Northern Territory.

### 1980er Jahre
Als die ALP die nationale Wahl unter Führung von Bob Hawke 1983 gewann, votierte eine weitere ALP-Konferenz 1984 für die Three Mile Policy. Diese Entscheidung erlaubte einen Uranabbau im Bergwerk Olympic Dam. Dies bedeutete auch den Fortbestand existierender Bergbauverträge, allerdings war eine Eröffnung neuer Uranminen ausgeschlossen. Nach der Erschöpfung des Uranlagers des Nabarlek-Uranbergbaus nahm der Beverley-Uranbergbau als dritte Uranmine deren Stelle ein.

### 1990er Jahre
Die Three Mile Policy wurde 1996 beendet, da John Howard die Wahl gewann und eine konservative Regierungskoalition von Liberal Party und National Party an die Macht kam.

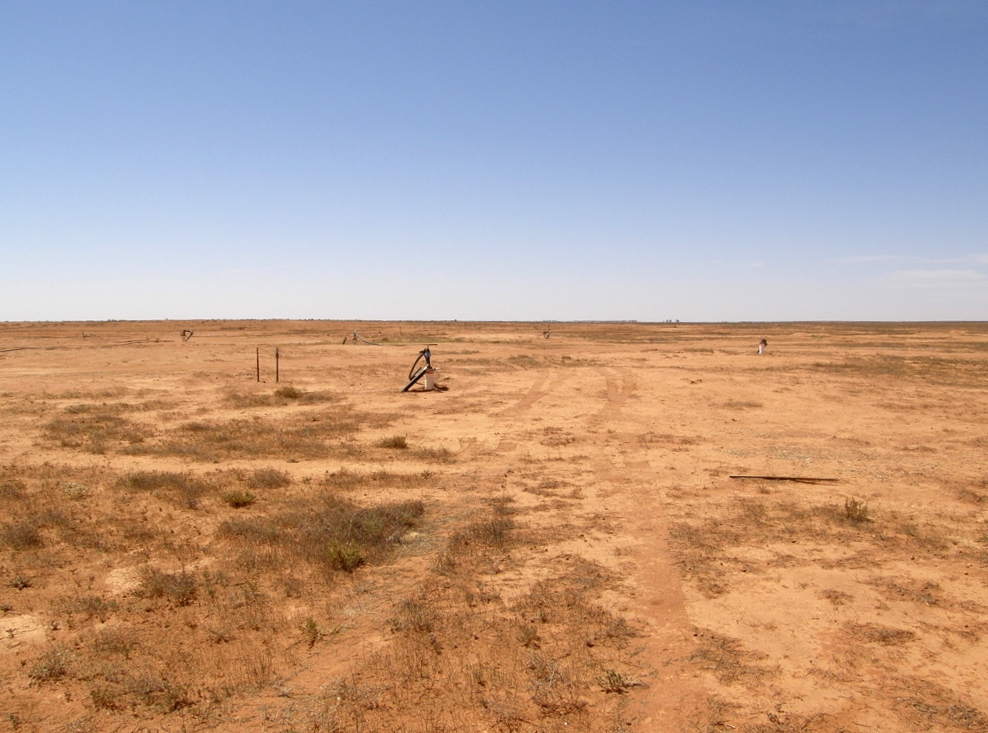
Versuchsfeld für Lösungsbergbau, Honeymoon-Uran-Mine in South Australia

In einer Untersuchung im Auftrag der konservativen Regierung wird ein Uranbergbau grundsätzlich genehmigt, sofern geologische und andere Voraussetzungen es erlauben, Uran durch den Einsatz des Lösungsbergbaus abzubauen. Dabei wird auf erfolgreiche Tests dieses Verfahrens in den australischen Uranlagerstätten von Beverley und Honeymoon in South Australia verwiesen. Vorgetragen wird auch, dass dieses Verfahren seit 1996 in den Vereinigten Staaten, Usbekistan und Kasachstan erfolgreich praktiziert wird und dass im Gegensatz dazu konventionelle Bergbaumethoden wesentlich größere Auswirkungen auf die Umwelt haben. In der Erklärung wird gefordert, dass im Lösungsbergbau das Wasser und Grundwasser nicht für den menschlichen Konsum versalzen oder radioaktiv kontaminiert werden darf. Ferner sei entsprechend dem Kyoto-Protokoll bei der Nutzung von Uran zur Erzeugung von Energie kein Austritt von Treibhausgasen zu verzeichnen.
Das Problem des Lösungsbergbaus ist, dass selbst bei derzeit erfolgreichem Bergbau nicht die gesamte Säure und das gelöste Uran aus dem geologischen Körper entfernt werden kann. Deswegen können bei geologischen Veränderungen, die die Tonlagerschichten zerstören, radioaktive und sauer kontaminierte Wässer austreten oder ins Grundwasser eindringen. Insbesondere problematisch ist dies dann, wenn der Uranabbau im Bereich des Großen Artesischen Beckens stattfindet, dem größten Süß- bzw. Trinkwasservorkommen der Erde.
Die in der Opposition befindliche ALP wechselte in den 1990er Jahren ihre Politik in die No New Mines Policy (deutsch: Keine-Neuen-Uranbergwerke), was den Erhalt des Uranabbaus der drei betriebenen Uranbergbauwerke bedeutete.

### 2000er Jahre
Als 2001 das vierte Uranbergwerk, die Beverley-Uran-Mine eröffnet wurde und der Abbau in der Honeymoon-Uran-Mine genehmigt wurde, kam es kurzfristig zu einer „Five Mine Policy“ (deutsch: Fünf-Uranbergwerkepolitik), bis der Naralbek den Abbau einstellte.
2006 begann die ALP unter Kim Beazley eine Diskussion über die Abkehr von der Three Mine Policy. 2007 beendete die neue ALP-Regierung unter Kevin Rudd diese Politik, was ihm auch heftige internationale Kritik einbrachte.
2008 hob die Regierung von Western Australia Uranabbau-Verbot auf, nachdem die Liberal Party die Wahl gewonnen hatte. 2009 erlaubte die australische Regierung die Eröffnung einer weiteren australischen Uranmine im Juli 2009, die Four-Mile-Uran-Mine in South Australia. Allerdings geben die lokalen Aborigines die Landrechte zum Abbau nicht frei und ein Uranabbau wurde verhindert.

### 2010er Jahre
In South Australia genehmigt die regierende ALP den Uranabbau, im Northern Territory ist die derzeitige (2011) australische Zentralregierung für den Uranabbau zuständig und in Western Australia die konservative Regierungskoalition. In Queensland wird das Verbot des Uranabbaus weiterhin aufrechterhalten, obwohl die Gewerkschaften für einen Uranabbau mit dem Argument einer Schaffung von Arbeitsplätzen plädierten. In Tasmanien ist die Regierung gegen den Uranabbau.
2012 wird in Western Australia in der Lake Maitland-Uranlagerstätte, 2013 in der Kintyre-Uranlagerstätte und 2014 in der Centipede-Lake-Way-Uranlagerstätte im Lösungsbergbau Uran durch staatliche Genehmigung abgebaut werden.
2013 wurde der Abbaubetrieb der Honeymoon-Uran-Mine und Teile der Beverley-Uran-Mine aufgrund sinkender Rohstoffpreise eingestellt. Damit bauen in Australien derzeit (2014) drei Bergwerke Uran ab.